# Boquila
Boquila é um gênero monotípico de plantas com flores da família Lardizabalaceae, nativa das florestas temperadas do centro e sul do Chile e sul da Argentina (Neuquén, Chubut). A única espécie do gênero é Boquila trifoliolata (DC.) Decne., conhecida popularmente como pilpil, voqui, voquicillo, voquillo e voqui blanco.

## Descrição
B. trifoliolata é uma trepadeira perene comum que cresce em moitas de até 6 metros de altura. Tem folhas trifolioladas, flores pequenas branco-esverdeadas e frutos comestíveis em forma de pequenas bagas brancas. Suas hastes flexíveis são utilizadas na fabricação de cestarias e cordas e o suco das folhas é usado para fazer um colírio.

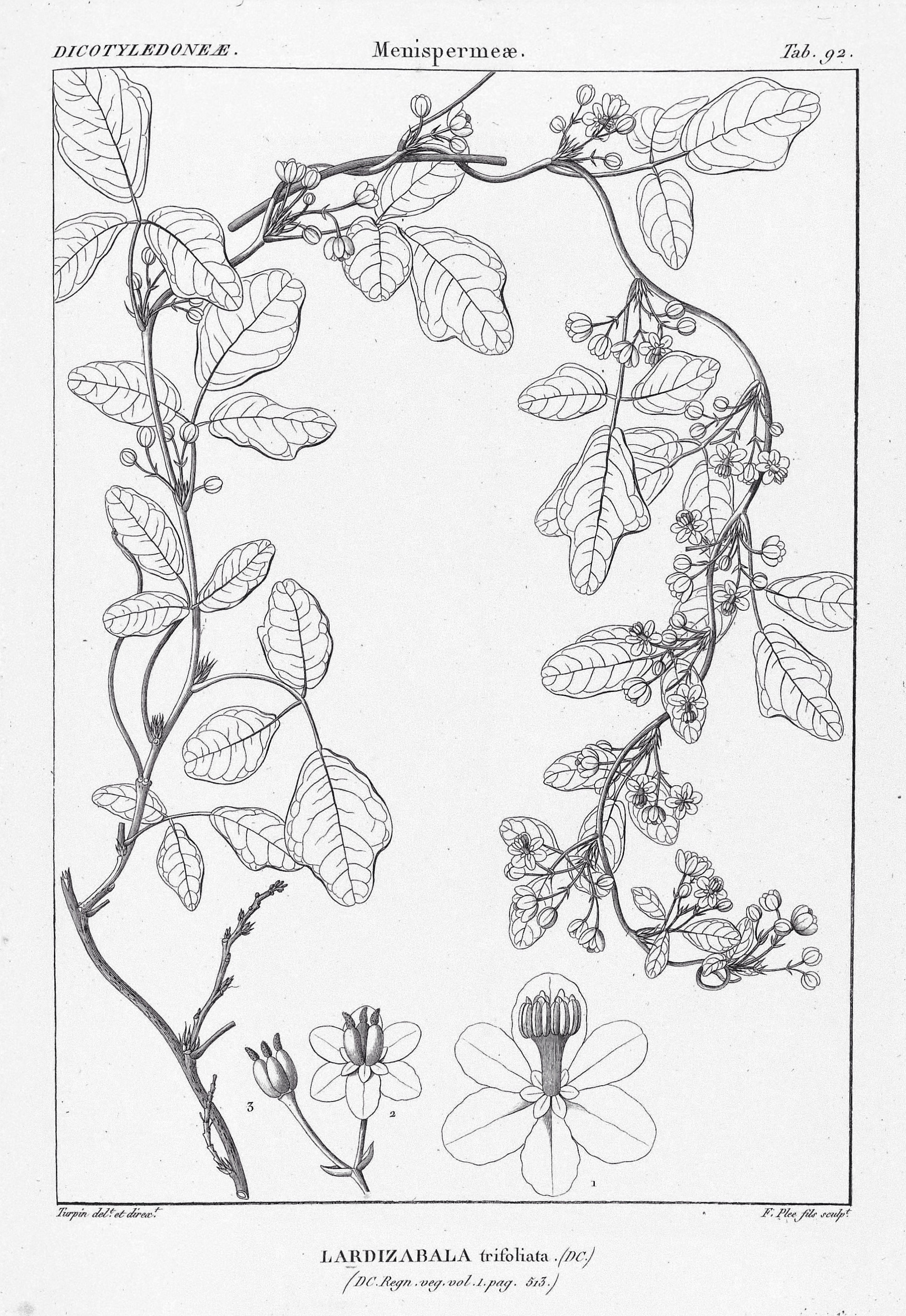
Lardizabala trifoliolata DC.

## Etologia
Boquila trifoliolata conforme trepa pelas árvores e outras plantas na floresta, desenvolve um mimetismo para que suas folhas se assemelhem, em forma e cor, às plantas que usa como suporte ou até com as plantas vizinhas com as quais não tem contato físico.

## Ecologia
Embora esta videira selvagem tenha sido descrita pela primeira vez em 1817, seu talento para o mimetismo só foi descoberto no início dos anos 2010, quando Ernesto Gianoli, ecologista de plantas da Universidade de La Serena, no Chile, percebeu que o que parecia ser um caule de árvore de aparência estranha era na verdade uma videira B. trifoliata, cujas folhas se confundiam perfeitamente com as folhas da árvore sobre a qual trepava.
Depois de ter observado essa característica, ele avistou a videira imitando outros tipos de plantas - mais de 20 espécies até agora - ajustando o tamanho, a forma e a cor de suas folhas.